# Футбол для незрячих на летних Паралимпийских играх 2016
Футбольный турнир среди незрячих на XV летних Паралимпийских играх проходил с 9 по 17 сентября 2016 года в Олимпийском теннисном центре Рио-де-Жанейро. Это был 4-й по счёту розыгрыш подобного футбольного состязания на Паралимпиадах. 
Чемпионом в 4-й раз подряд стала хозяйка соревнований, сборная Бразилии, обыгравшая в финале соперников из Ирана. Бронзовые медали завоевала команда Аргентины.

## Медалисты
| Золото   | Серебро | Бронза    |
| -------- | ------- | --------- |
| Бразилия | Иран    | Аргентина |

## Квалификация
Помимо сборной принимающей страны, ещё 7 сборных из 4 конфедераций квалифицировались на Игры.
| Метод квалификации                              | Период                       | Место проведения | Число квот | Квалифицировавшиеся сборные |
| ----------------------------------------------- | ---------------------------- | ---------------- | ---------- | --------------------------- |
| Принимающая страна                              | —                            | —                | 1          | Бразилия                    |
| Чемпионат мира по футболу среди незрячих 2014   | 13 — 25 ноября 2014          | Токио            | 1          | Аргентина                   |
| Парапанамериканские игры 2015                   | 8 — 15 августа 2015          | Торонто          | 1          | Мексика                     |
| Чемпионат Европы по футболу среди незрячих 2015 | 22 — 29 августа 2015         | Херефорд         | 2          | Турция                      |
| Чемпионат Европы по футболу среди незрячих 2015 | 22 — 29 августа 2015         | Херефорд         | 2          | Испания                     |
| Чемпионат Азии по футболу среди незрячих 2015   | 30 августа — 8 сентября 2015 | Токио            | 2          | Иран                        |
| Чемпионат Азии по футболу среди незрячих 2015   | 30 августа — 8 сентября 2015 | Токио            | 2          | Китай                       |
| Чемпионат Африки по футболу среди незрячих 2015 | 16 — 25 октября 2015         | Дуала            | 1          | Марокко                     |

Жеребьёвка группового этапа финального турнира прошла 25 апреля 2016 года в Рио-де-Жанейро.

## Групповой этап

### Группа A
| Поз | Команда      | И | В | Н | П | МЗ | МП | РМ | О | Квалификация      |
| --- | ------------ | - | - | - | - | -- | -- | -- | - | ----------------- |
| 1   | Бразилия (Х) | 3 | 2 | 1 | 0 | 5  | 1  | +4 | 7 | Выход в полуфинал |
| 2   | Иран         | 3 | 1 | 2 | 0 | 2  | 0  | +2 | 5 | Выход в полуфинал |
| 3   | Турция       | 3 | 0 | 2 | 1 | 1  | 3  | −2 | 2 | Матч за 5-е место |
| 4   | Марокко      | 3 | 0 | 1 | 2 | 2  | 6  | −4 | 1 | Матч за 7-е место |

| Бразилия                                    | 3:1     | Марокко      |
| ------------------------------------------- | ------- | ------------ |
| - Рикардиньо 31′ - Жефиньо 36′ - Нонато 36′ | (отчёт) | - Хаттаб 13′ |

| Турция | 0:0     | Иран |
| ------ | ------- | ---- |
|        | (отчёт) |      |

| Марокко | 0:2     | Иран                               |
| ------- | ------- | ---------------------------------- |
|         | (отчёт) | - Раджабпур 13′ - Задалиасгари 14′ |

| Бразилия                             | 2:0     | Турция |
| ------------------------------------ | ------- | ------ |
| - Рикардиньо 13′ - Кассио 37′ (пен.) | (отчёт) |        |

| Бразилия | 0:0     | Иран |
| -------- | ------- | ---- |
|          | (отчёт) |      |

| Марокко      | 1:1     | Турция      |
| ------------ | ------- | ----------- |
| - Снисла 27′ | (отчёт) | - Экаль 25′ |

### Группа B
| Поз | Команда   | И | В | Н | П | МЗ | МП | РМ | О | Квалификация      |
| --- | --------- | - | - | - | - | -- | -- | -- | - | ----------------- |
| 1   | Аргентина | 3 | 2 | 1 | 0 | 3  | 0  | +3 | 7 | Выход в полуфинал |
| 2   | Китай     | 3 | 2 | 1 | 0 | 3  | 0  | +3 | 7 | Выход в полуфинал |
| 3   | Испания   | 3 | 1 | 0 | 2 | 1  | 2  | −1 | 3 | Матч за 5-е место |
| 4   | Мексика   | 3 | 0 | 0 | 3 | 0  | 5  | −5 | 0 | Матч за 7-е место |

| Испания | 0:1     | Китай      |
| ------- | ------- | ---------- |
|         | (отчёт) | - Ванг 43′ |

| Аргентина                 | 2:0     | Мексика |
| ------------------------- | ------- | ------- |
| - Эспинильо 2′ - Вело 15′ | (отчёт) |         |

| Аргентина   | 1:0     | Испания |
| ----------- | ------- | ------- |
| - Велис 29′ | (отчёт) |         |

| Китай              | 2:0     | Мексика |
| ------------------ | ------- | ------- |
| - Вей 4′ - Ванг 9′ | (отчёт) |         |

| Китай | 0:0     | Аргентина |
| ----- | ------- | --------- |
|       | (отчёт) |           |

| Мексика | 0:1     | Испания      |
| ------- | ------- | ------------ |
|         | (отчёт) | - Акоста 14′ |

## Плей-офф

### Сетка
|  | Полуфиналы       | Полуфиналы |                   |       | Финал | Финал |
|  |                  |            |                   |       |       |       |
|  | 15 сентября      |            |                   |       |       |       |
|  |                  |            |                   |       |       |       |
|  | Бразилия         | 2          |                   |       |       |       |
|  | Бразилия         | 2          | 17 сентября       |       |       |       |
|  | Китай            | 1          |                   |       |       |       |
|  | Китай            | 1          | Бразилия          | 1     |       |       |
|  | 15 сентября      |            | Бразилия          | 1     |       |       |
|  |                  | Иран       | 0                 |       |       |       |
|  | Аргентина        | Иран       | 0                 | 0 (1) |       |       |
|  | Аргентина        |            |                   | 0 (1) |       |       |
|  | Иран (пен.)      | 0 (2)      |                   |       |       |       |
|  | Иран (пен.)      | 0 (2)      | Матч за 3-е место |       |       |       |
|  |                  |            |                   |       |       |       |
|  | 17 сентября      |            |                   |       |       |       |
|  |                  |            |                   |       |       |       |
|  | Китай            | 0 (0)      |                   |       |       |       |
|  | Китай            | 0 (0)      |                   |       |       |       |
|  | Аргентина (пен.) | 0 (1)      |                   |       |       |       |

### Матч за 7-е место
| Марокко | 0:2     | Мексика                           |
| ------- | ------- | --------------------------------- |
|         | (отчёт) | - Ланцагорта 42′ - Де ла Крус 49′ |

### Матч за 5-е место
| Турция                  | 0:0     | Испания                          |
| ----------------------- | ------- | -------------------------------- |
|                         | (отчёт) |                                  |
| Пенальти                |         |                                  |
| - Зюмер - Шатай - Экаль | 1:0     | - Эль-Хаддаки - Муньос - Гарридо |

### Полуфиналы
| Бразилия           | 2:1     | Китай      |
| ------------------ | ------- | ---------- |
| - Жефиньо 20′, 30′ | (отчёт) | - Ванг 14′ |

| Аргентина                  | 0:0     | Иран                       |
| -------------------------- | ------- | -------------------------- |
|                            | (отчёт) |                            |
| Пенальти                   |         |                            |
| - Эспинильо - Вело - Велис | 1:2     | - Рахимигаср - Шаххоссейни |

### Матч за 3-е место
| Китай             | 0:0     | Аргентина          |
| ----------------- | ------- | ------------------ |
|                   | (отчёт) |                    |
| Пенальти          |         |                    |
| - Вей - Ли - Ванг | 0:1     | - Эспинильо - Вело |

### Финал
| Бразилия         | 1:0     | Иран |
| ---------------- | ------- | ---- |
| - Рикардиньо 12′ | (отчёт) |      |